# Ernst Olson
Ernst William Olson, född 16 mars 1870, död 1958, var en svenskamerikansk publicist.
Olson utvandrade 1878 med sina föräldrar till USA, där han en tid verkade som journalist och huvudredaktör för Fosterlandet i Chicago 1896-1900 och Svenska tribunen 1900-1905, varefter han övergick till förläggarverksamhet. Olson var från 1911 förlagsredaktör hos den svenskamerikanska firman Augustana book concern. Han utgav bland annat History of the Swedes of Illinois (3 band, 1908), The Swedish element in Illinois (1917), Reformation cantata (1917), Pilgrims of the prairie (1929) och medarbetade i Svenskarna i Amerika (1925).